# Proseč
Proseč är en stad i Tjeckien.   Den ligger i regionen Pardubice, i den centrala delen av landet, 130 km öster om huvudstaden Prag. Proseč ligger 519 meter över havet och antalet invånare är 2 098.
Terrängen runt Proseč är huvudsakligen platt, men åt sydväst är den kuperad. Terrängen runt Proseč sluttar norrut. Runt Proseč är det ganska glesbefolkat, med 43 invånare per kvadratkilometer. Närmaste större samhälle är Polička, 14,7 km sydost om Proseč. I omgivningarna runt Proseč växer i huvudsak blandskog.